# Hugo Wolf (Revolutionär)
Hugo Wolf (* 1830 in Müllheim; † 1900 in Mosbach) war ein deutscher Arzt, der als Schüler an der Badischen Revolution 1849 im 1. Aufgebot der Neckargemünder Bürgerwehr teilnahm. Nach seinem Abitur 1849 studierte er Medizin und wurde praktizierender Arzt. 1898 verfasste er ein autobiografisches Werk.

## Leben
Hugo Wolf wurde 1830 in Müllheim im Breisgau als Sohn des Pfarrers Franz Phillip Wolf und Emilie Wolf geboren. Er hatte mehrere Geschwister. 1832 siedelte die Familie nach Gaiberg über, wo der Vater das Pfarramt übernahm. Dort besuchte Wolf die Volksschule. Das Gymnasium besuchte er zunächst in Frankfurt am Main und kam bei seiner Tante mütterlicherseits unter. Das Leben im Haushalt der Tante beschrieb Wolf als äußerst unangenehm. Mit einer erneuten Versetzung seines Vaters nach Neckargemünd, besuchte Wolf fortan das Heidelberger Lyceum, das heutige Kurfürst-Friedrich-Gymnasium, das er mit dem Abitur 1849 verließ.
Auf Geheiß seines Vaters nahm er ein Medizinstudium in Heidelberg auf, das er 1854 mit dem Examen als Chirurg abschloss. Er nahm darauf eine Stellung in Aglasterhausen an, wechselte 1860 allerdings nach Mosbach, da ihm die Dörflichkeit Aglasterhausens nicht zusagte. Im Zuge der deutschen Einigungskriege kümmerte er sich um die ärztliche Versorgung von Soldaten und wurde dafür 1871 mit der Kriegsmedaille des Großherzogs von Baden ausgezeichnet.
1857 heiratete er Bertha, geb. Schwab, mit der er sechs Kinder hatte.

## Badische Revolution 1849
Als Volljähriger verpflichtet, aber gegen den Willen seiner Eltern, schloss sich Wolf im Mai 1849 dem ersten Aufgebot der Neckargemünder Bürgerwehr an. Nachdem zunächst in Heidelberg viel exerziert wurde, wurde die Bürgerwehr bald nach Mannheim gebracht, wo sie sich mit anderen Truppenaufgeboten zusammenschloss. Wolf wurde zum Fourier der Neckargemünder Kompagnie erwählt und traf so auf den ungarischen Befehlshaber Stephan Türr.
Wolf wohnte der Truppenparade General Mieroslawskis in Mannheim bei, bevor er am Gefecht in Ludwigshafen an Kampfhandlungen mit preußischen konterrevolutionären Truppen teilnahm. Die Revolutionäre wurden jedoch über die Brücke nach Mannheim zurückgedrängt. In den Wirren verlor Wolf seinen guten Freund Cassmann, den er in einem Ponton der zerstörten Brücke vermutete. Der waghalsige Versuch, ihn unter feindlichem Feuer zu retten, wurde seitens Türr unterbunden.
Einige Tage später gelangte Wolf mit dem Zug zurück nach Heidelberg und von dort nach Neckargemünd. Im Elternhaus verschlief er, wie seine Mutter früh morgens die Uniform und Waffen entsorgte. Die Teilnahme an der Revolution blieb für ihn daher folgenlos.
Am Ende seiner Autobiographie distanziert sich Hugo Wolf von seinen „Republikanischen Neigungen“ in der Jugendzeit, beschreibt sich politisch allerdings als „immer national und liberal“.